# Pienisaari (ö i Södra Savolax, S:t Michel, lat 61,65, long 27,22)
Pienisaari är en ö i Finland. Den ligger i sjön Pitkäjärvi och i kommunen Sankt Michel i den ekonomiska regionen  S:t Michel och landskapet Södra Savolax, i den södra delen av landet, 200 km nordost om huvudstaden Helsingfors. Öns area är 0,2 hektar och dess största längd är 60 meter i nord-sydlig riktning.